# فريدي براون (مغني)
فريدي براون (بالإنجليزية: Freddie Brown)‏ هو مغني وكاتب أغاني أمريكي، ولد في 4 ديسمبر 1940 في Winston, New Mexico ‏ في الولايات المتحدة، وتوفي في 30 أبريل 2002 في فينيكس في الولايات المتحدة.